# 전북기계공업고등학교
전북기계공업고등학교(全北機械工業高等學校)는 대한민국 전북특별자치도 익산시 남중동에 있는 국립 고등학교이다.

## 학교 연혁
- 1974년 4월 22일 : 이리기계공업학교(기계, 전기, 배관) 설립인가, 대통령령 제7116호 국립학교설치령중 개정령
- 1974년 5월 1일 : 김준태 초대 교장 취임
- 1974년 10월 8일 : 학칙인가(학년당 기계 5학급, 전기 2학급, 배관 2학급)
- 1975년 2월 24일 : 전북기계공업학교로 교명 변경(대통령령 제7552호 국립학교설치령중 개정령)
- 1975년 3월 3일 : 제1회 입학식(학생수 540명)
- 1975년 3월 21일 : 전북기계공업학교 개교식
- 1977년 9월 1일 : 전북기계공업고등학교로 교명 변경(대통령령 제8672호 국립학교설치령중 개정령)
- 1978년 1월 13일 : 제1회 졸업식(525명 졸업)
- 1991년 9월 18일 : 교실본관 개축 준공
- 2003년 10월 24일 : 산업체 특별학급 폐지
- 2008년 9월 23일 : 중소기업청 지정 특성화전문계고 승인
- 2009년 2월 13일 : 교육과학기술부 지정 "한국형마이스터 고등학교" 선정
- 2010년 3월 2일 : 마이스터고 개교 및 제1회 입학생 304명 입학
- 2016년 3월 1일 : 산업수요 맞춤에 따른 학과개편(폴리메카닉스과 9, 금형설계제작과 12, 로봇자동화과 9, 메카트로닉스과 9 계 39학급)
- 2023년 3월 1일 : 산업수요 맞춤에 따른 학과 개편(2023신입생부터 적용) (정밀기계과 4학급)
- 2023년 9월 1일 : 제14대 임인현 교장 취임
- 2024년 2월 6일 : 제47회(마이스터고 제12회) 졸업식 214명(총 29,636명 졸업)
- 2024년 3월 4일 : 제50회 입학식(마이스터고 제15회) 입학식(236명) 및 개학식

## 설치 학과
- 폴리메카닉스과
- 정밀기계과
- 로봇자동화과
- 메카트로닉스과

## 참고 자료
- 전북기계공업고등학교 - 한국교육학술정보원 학교알리미